# Râul Valea Olanelor
Râul Valea Olanelor este un curs de apă, afluent al râului Valea Fiașului. 